# Pattinaggio sincronizzato
Il pattinaggio sincronizzato è una specialità del pattinaggio di figura.
Si tratta di uno sport di squadra, composta da più atleti (da 12 a 16 atlete secondo la categoria ed il tipo di competizione), pattinando in modo sincrono su una base musicale eseguono figure geometriche, sequenze di passi, salti, sollevamenti, intersezioni. 
È una disciplina relativamente recente, che nasce negli Stati Uniti nel 1956, e può coinvolgere sia ragazze che ragazzi di tutte le età, che a seconda dell'età vengono assegnati ad una categoria precisa e che parteciperà a determinate competizioni.

## Categorie
Ci sono sei differenti categorie che devono avere determinati requisiti tra cui, i più importanti, l'età e il superamento del test di idoneità che verifica le capacità base dell'atleta. 
Le categorie sono: (in ordine di età) 
- 1) juvenile - dagli 8 agli 11 anni
- 2) cadette-dagli 8 ai 12 anni
- 3)basic novice advance - dai 10 ai 14 anni
- 4) novice advance - dai 10 ai 14 anni
- 5) junior - dai 13 ai 18 anni
- 6) senior - dai 19 anni ai 21 anni

Queste sei categorie fanno parte della macro-categoria "nazionale", i cui partecipanti, dopo avere passato i test d'idoneità, possono partecipare a gare regionali, interregionali, nazionali e internazionali. 
Ci sono anche altre categorie come la categoria "Adult" nella quale partecipano atleti con minimo 21 anni, la categoria "Mixed age under 15" nella quale l'età media dei componenti della squadra deve essere minore o uguale a 15 e la categoria "Mixed age over 15" nella quale l'età media della squadra deve essere maggiore a 15 anni. 
Queste categorie, con anche a volte le juvenile, fanno parte della macro categoria detta "open" alla quale possono partecipare quelle squadre nelle quali non tutti gli atleti hanno superato il test di idoneità, o che per ragioni di numero di atleti non raggiungono il numero minimo delle squadre nazionali.

## Elementi del programma
In ogni performance ci dovranno essere degli elementi, cioè delle figure e movimenti svolti da tutte le squadre.
- Circle

Ci sono parecchie variazioni del cerchio.
Come un cerchio unico che gira in un solo punto della pista, oppure un cerchio unico che si sposta attraversando la pista.
Due cerchi che si intersecano roteando, oppure un cerchio dentro l'altro che vanno nella stessa direzione o che girano in direzioni diverse; oppure ancora un cerchio senza che nessun pattinatore si prenda.
La forma dev'essere rotonda e deve rimanere tale; deve essere svolto a ritmo di musica e può contenere saltini, movimenti coreografici o cambi improvvisi di direzione.
- Intersection

Una intersezione avviene quando metà della squadra interseca l'altra metà.
I pattinatori, nel punto di intersezione, possono fare giri, movimenti con le braccia o passi coreografici.
Ci sono diversi tipi di intersezione, come la box intersection ,ovvero quattro lati fatti a quadrato che avvicinandosi si intersecano, oppure l'interesezione a frusta, dove le due rispettive metà formando dei semicerchi e roteando si avvicinano e infine raddrizzandosi si intersecano, e molte altre.
- Line

Ci sono parecchie variazioni delle linee, tra cui quelle longitudinali, quelle parallele e quelle diagonali.
Le caratteristiche che aumentano la difficoltà includono giri, cambi di configurazione e retrocessioni.
- No hold block

Letteralmente significa blocco senza presa e consiste nel formare un blocco di quattro linee parallele, l'una dietro l'altra, senza prendersi né toccarsi.
I pattinatori pattineranno l'uno vicino all'altro eseguendo i passi da soli ma restando sincronizzati.
- Pairs elements

È un elemento che avviene quando a due a due gli atleti formano delle coppie ed eseguono dei movimenti sempre in sincronismo.
I movimenti possono includere trottole di coppia, sollevamenti di coppia e giri di coppia, o passi particolari.
- Wheel

Detta anche "ruota", è la formazione di uno o più raggi che attraverso la rotazione simulano i raggi di una ruota. 
Ci sono vari tipi di wheel che si differenziano per il numero di raggi. Una wheel può avere un raggio che gira sempre nello stesso verso, due raggi ovvero uno parallelo all'altro e che girano nello stesso verso, quattro raggi che formano una specie di "+" e che girano nello stesso senso, oppure tre raggi. 
Oltre che girare per lo stesso verso, possono cambiare verso o cambiare configurazione, per esempio passando da due raggi a quattro.

## Giudici e elementi di valutazione
Criteri di valutazione e Composizione della giuria:
Ad ogni gara, la squadra verrà giudicata da un pannello composto da giudici, i quali hanno il compito di visionare gli atleti e dare un punteggio secondo dei criteri e per ciascun elemento. 
Gli elementi che verranno giudicati sono: 
- Skating Skills: indicano la qualità della pattinata, ovvero il controllo, il flusso sulla superficie del ghiaccio, la chiarezza della tecnica e l'uso di potenza senza sforzo per accelerare e variare la velocità.

- Transitions: indica le varie figure e formazioni che collegano tutti gli elementi; comprendono anche le entrate e le uscite degli Elementi. Le transizioni possono anche essere senza collegamento tra di loro.

- Performance/Execution, rispettivamente:

Performance: è il coinvolgimento delle squadre sia fisicamente che emotivamente, e valuta come si traducono la musica e coreografia. 
Esecuzione: è la qualità del movimento e la precisione nello svolgere essi; questo include anche un'armonia di movimenti. 
- Choreography/Composition: valuta l'originalità di tutti i tipi di movimenti, transizioni e gli elementi in base ai principi di unità della squadra e di spazio utilizzato.

- Interpretazione: verrà giudicata l'interpretazione della musica, i movimenti, le espressività, il coinvolgimento dei giudici e del pubblico da parte della squadra.

I giudici che si occuperanno di tutto ciò saranno: 
- il Referee
- il Technical Controller: autorizza o corregge tutte le chiamate, supervisiona il data operator ed è in grado di proporre le correzioni, se necessario.
- il Technical Specialist: identifica e chiama gli elementi svolti e gli specifici livelli di difficoltà di alcuni elementi effettuati, identifica gli elementi e le cadute.
- l'assistente del Technical Specialist: assiste il technical controller.
- il Data Operator: assiste per la registrazione; riproduce ai giudici, in tempo reale, i programmi.
- il Replay Operator: ripropone il video per identificare meglio gli elementi.

Il programma dovrà essere ben bilanciato nel contenere tutti gli elementi del pattinaggio sincronizzato: cerchi, no hold, linee, blocchi e manovre di intersezioni. Le manovre dovranno essere dominanti tra un elemento e l'altro.
I passi difficili di collegamento tra gli elementi dovranno essere ben visibili. Devono essere eseguite almeno 3 distinte prese di mano. (ad esempio presa a polso, presa a spalla, presa ad anfora). 
È importante utilizzare tutta la superficie della pista, i movimenti e i passi dovranno essere eseguiti sulla musica quindi a tempo ed in sincronismo.
Nella musica del programma, ci dovranno essere almeno due cambi di ritmo. 

## Riscaldamento
Alle gare, prima di entrare in pista, è d'obbligo svolgere il riscaldamento ("warm-up"), un allenamento a terra che consiste nello scaldare i muscoli con stretching, corsa, esercizi aerobici e prove del programma che ogni squadra effettua al fine di correggere eventuali imperfezioni.
Ogni allenatrice/allenatore deciderà come svolgerlo, cioè se far provare tutta la squadra, far provare metà squadra e poi l'altra o piccoli gruppetti oppure se provare il programma con tutte le prese o ognuno per sé.
Solitamente, durante il riscaldamento, si effettua una prova del programma senza musica e una prova con la musica. 
Alle gare particolarmente importanti invece, oltre al riscaldamento, si effettuerà anche un allenamento su ghiaccio, dove la squadra svolgerà o tutto o parte del programma per permettere ai giudici di avere un'idea iniziale di esso.

## Gare internazionali
Ci sono varie gare molto importanti e sparse in tutto il mondo; queste competizioni radunano tutti gli atleti provenienti da qualsiasi parte del globo.
Possono essere per esempio la Swiss Cup tenuta in Svizzera, la Mozart Cup tenuta in Austria a Salisburgo, o la Spring Cup tenuta a Milano (più precisamente a Sesto San Giovanni).
La gara più importante è rappresentata dai Mondiali, in cui ogni anno si contendono il posto le migliori squadre del mondo per aggiudicarsi il titolo di campionesse mondiali. Ogni anno la meta cambia e anche il podio.
Nel 2023 i Campionati Mondiali di pattinaggio sincronizzato si sono svolti a Lake Placid (USA).

## Campionesse
Campionesse italiane dal 1993/94 al 2020 e stagione 2022 -23 Team HOT SHIVERS.
Campionesse Italiane 2021 e campionesse in carica 2024 Team Ice on Fire.
Le campionesse mondiali del 2022-23-24 sono il Team Les Suprmes (CAN), ma oltre ad esse ci sono anche altre squadre che si giocano ogni anno il titolo di campionesse come i team: Nexxice (USA),  Marigold IceUnity (FIN), The Rockettes (FIN), Haydenettes (USA).